# Жанетта Гусарова
Жанетта Гусарова (словац. Janette Husárová; нар. 4 червня 1974)  — колишня словацька тенісистка.
Найвищу одиночну позицію рейтингу WTA — ранг 31 досягнула 13 січня 2003 року, парну  — ранг 3 — 21 квітня 2003 року.
Завершила кар'єру в лютому 2016 року.

## Важливі фінали

### Фінали турнірів Великого шолома

#### Парний розряд (0–1)
| Результат | Рік  | Турнір  | Покриття | Партнер          | Опоненти in the final                | Рахунок in the final |
| Поразка   | 2002 | US Open | Тверде   | Олена Дементьєва | Вірхінія Руано Паскуаль Паола Суарес | 6–2, 6–1             |

### Турніри WTA Tour finals

#### Парний розряд (1 Титул)
| Результат | Рік  | Venue        | Покриття  | Партнер          | Опонент                   | Рахунок       |
| --------- | ---- | ------------ | --------- | ---------------- | ------------------------- | ------------- |
| Перемога  | 2002 | Лос-Анджелес | Килим (i) | Олена Дементьєва | Кара Блек Олена Лиховцева | 4–6, 6–4, 6–3 |

## Фінали турнірів WTA

### Парний розряд (25–18)
| Легенда: до 2009              | Легенда: починаючи з 2009 |
| ----------------------------- | ------------------------- |
| Турніри Великого шолома (0/1) |                           |
| Турніри WTA (1/0)             |                           |
| Tier I (3/4)                  | Premier Mandatory (0/0)   |
| Tier II (4/5)                 | Premier 5 (0/0)           |
| Tier III (5/0)                | Premier (0/1)             |
| Tier IV & V (11/6)            | International (1/1)       |

| Результат | Ранг | Дата              | Турнір                                                         | Покриття   | Партнер               | Опоненти                                           | Рахунок                     |
| --------- | ---- | ----------------- | -------------------------------------------------------------- | ---------- | --------------------- | -------------------------------------------------- | --------------------------- |
| Поразка   | 1.   | 17 жовтня 1993    | Монпельє, Франція                                              | Килим      | Домінік Монамі        | Мередіт Макґрат Клаудія Порвік                     | 3–6, 6–2, 7–6(7–3)          |
| Перемога  | 1.   | 21 липня 1996     | Internazionali Femminili di Tennis di Palermo, Palermo, Італія | Ґрунт      | Барбара Шетт          | Флоренсія Лабат Барбара Ріттнер                    | 6–1, 6–2                    |
| Перемога  | 2.   | 11 серпня 1996    | WTA Austrian Open, Linz, Австрія                               | Ґрунт      | Наталія Медведєва     | Ленка Ценкова Kateřina Šišková                     | 6–4, 7–5                    |
| Перемога  | 3.   | 5 січня 1997      | ASB Classic, Auckland, Нова Зеландія                           | Тверде     | Домінік Монамі        | Александра Ольша Елена Вагнер                      | 6–2, 6–(5–7), 6–3           |
| Поразка   | 2.   | 5 січня 1998      | ASB Classic, Auckland, Нова Зеландія                           | Тверде     | Жулі Алар-Декюжі      | Міягі Нана Тамарін Танасугарн                      | 7–6(7–1), 6–4               |
| Поразка   | 3.   | 12 січня 1998     | Moorilla Hobart International, Hobart, Австралія               | Тверде     | Жулі Алар-Декюжі      | Вірхінія Руано Паскуаль Паола Суарес               | 7–6(8–6), 6–3               |
| Перемога  | 4.   | 23 лютого 1998    | Copa Colsanitas Santander, Bogotá, Колумбія                    | Ґрунт      | Паола Суарес          | Мелісса Маззотта Катерина Сисоєва                  | 3–6, 6–2, 6–3               |
| Поразка   | 4.   | 9 травня 1999     | Warsaw Open, Warsaw, Польща                                    | Ґрунт      | Амелі Кокто           | Кетеліна Крістя Ірина Селютіна                     | 6–1, 6–2                    |
| Поразка   | 5.   | 10 жовтня 1999    | Brasil Open, São Paulo, Бразилія                               | Ґрунт      | Флоренсія Лабат       | Лаура Монтальво Паола Суарес                       | 6–7(1–7), 7–5, 7–5          |
| Поразка   | 6.   | 20 лютого 2000    | Brasil Open, São Paulo, Бразилія                               | Ґрунт      | Флоренсія Лабат       | Лаура Монтальво Паола Суарес                       | 5–7, 6–4, 6–3               |
| Перемога  | 5.   | 14 травня 2000    | Warsaw Open, Warsaw, Польща                                    | Ґрунт      | Татьяна Гарбін        | Ірода Туляганова Ганна Запорожанова                | 6–3, 6–1                    |
| Перемога  | 6.   | 7 січня 2001      | Brisbane International, Gold Coast, Австралія                  | Тверде     | Джулія Казоні         | Каті Шлукебір Меган Шонессі                        | 7–6(11–9), 7–5              |
| Перемога  | 7.   | 25 лютого 2001    | Copa Colsanitas Santander, Bogotá, Колумбія                    | Ґрунт      | Татьяна Гарбін        | Лаура Монтальво Паола Суарес                       | 6–4, 2–6, 6–4               |
| Перемога  | 8.   | 22 квітня 2001    | Hungarian Ladies Open, Budapest, Угорщина                      | Ґрунт      | Татьяна Гарбін        | Жофія Губачі Драгана Зарич                         | 6–1, 6–3                    |
| Перемога  | 9.   | 15 липня 2001     | Internazionali Femminili di Tennis di Palermo, Palermo, Італія | Ґрунт      | Татьяна Гарбін        | Марія Хосе Мартінес Санчес Анабель Медіна Гаррігес | 4–6, 6–2, 6–4               |
| Поразка   | 7.   | 4 лютого 2002     | Open GDF Suez, Paris, Франція                                  | Килим      | Олена Дементьєва      | Наталі Деші Мейлен Ту                              | walkover                    |
| Перемога  | 10.  | 17 лютого 2002    | Qatar Ladies Open, Doha, Катар                                 | Тверде     | Аранча Санчес Вікаріо | Александра Фусаї Кароліна Віс                      | 6–3, 6–3                    |
| Поразка   | 8.   | 4 березня 2002    | Мастерс Індіан-Веллс, Індіяn Wells, США                        | Тверде     | Олена Дементьєва      | Ліза Реймонд Ренне Стаббс                          | 7–5, 6–0                    |
| Перемога  | 11.  | 12 травня 2002    | German Open, Berlin, Німеччина                                 | Ґрунт      | Олена Дементьєва      | Даніела Гантухова Аранча Санчес Вікаріо            | 0–6, 7–6(7–3), 6–2          |
| Поразка   | 9.   | 28 липня 2002     | Silicon Valley Classic, Stanford, США                          | Тверде     | Кончіта Мартінес      | Ліза Реймонд Ренне Стаббс                          | 6–1, 6–1                    |
| Перемога  | 12.  | 4 серпня 2002     | Southern California Open, San Diego, США                       | Тверде     | Олена Дементьєва      | Даніела Гантухова Суґіяма Ай                       | 6–2, 6–4                    |
| Поразка   | 10.  | 24 серпня 2002    | Connecticut Open, New Haven, США                               | Тверде     | Татьяна Гарбін        | Даніела Гантухова Аранча Санчес Вікаріо            | 6–3, 1–6, 7–5               |
| Поразка   | 11.  | 26 серпня 2002    | Відкритий чемпіонат США з тенісу, New York, США                | Тверде     | Олена Дементьєва      | Вірхінія Руано Паскуаль Паола Суарес               | 6–2, 6–1                    |
| Поразка   | 12.  | 24 вересня 2002   | Sparkassen Cup, Leipzig, Німеччина                             | Килим      | Паола Суарес          | Александра Стівенсон Серена Вільямс                | 6–3, 7–5                    |
| Перемога  | 13.  | 6 жовтня 2002     | Кубок Кремля, Moscow, Росія                                    | Килим      | Олена Дементьєва      | Єлена Докич Надія Петрова                          | 2–6, 6–3, 7–6(9–7)          |
| Перемога  | 14.  | 27 жовтня 2002    | BGL Luxembourg Open, Люксембург City, Люксембург               | Тверде (i) | Кім Клейстерс         | Квета Пешке Барбара Ріттнер                        | 4–6, 6–3, 7–5               |
| Перемога  | 15.  | 11 листопада 2002 | Чемпіонат WTA, Los Angeles, США                                | Тверде (i) | Олена Дементьєва      | Кара Блек Олена Лиховцева                          | 4–6, 6–4, 6–3               |
| Поразка   | 13.  | 13 квітня 2003    | Volvo Car Open, Charleston, США                                | Ґрунт      | Кончіта Мартінес      | Вірхінія Руано Паскуаль Паола Суарес               | 6–0, 6–3                    |
| Перемога  | 16.  | 28 лютого 2004    | Dubai Tennis Турніри, Dubai, ОАЕ                               | Тверде     | Кончіта Мартінес      | Світлана Кузнецова Олена Лиховцева                 | 6–0, 1–6, 6–3               |
| Поразка   | 14.  | 5 березня 2004    | Qatar Ladies Open, Doha, Катар                                 | Тверде     | Кончіта Мартінес      | Світлана Кузнецова Олена Лиховцева                 | 7–6(7–4), 6–2               |
| Перемога  | 17.  | 18 квітня 2004    | Estoril Open, Estoril, Португалія                              | Ґрунт      | Еммануель Гальярді    | Ольга Благотова Габріела Навратілова               | 6–3, 6–2                    |
| Поразка   | 15.  | 3 травня 2004     | German Open, Berlin, Німеччина                                 | Ґрунт      | Кончіта Мартінес      | Надія Петрова Меган Шонессі                        | 6–2, 2–6, 6–1               |
| Перемога  | 18.  | 31 жовтня 2004    | Generali Ladies Linz, Linz, Австрія                            | Тверде (i) | Олена Лиховцева       | Наталі Деші Патті Шнідер                           | 6–2, 7–5                    |
| Перемога  | 19.  | 6 лютого 2005     | Toray Pan Pacific Open, Tokyo, Японія                          | Килим      | Олена Лиховцева       | Ліндсі Девенпорт Коріна Мораріу                    | 6–4, 6–3                    |
| Перемога  | 20.  | 23 липня 2006     | Internazionali Femminili di Tennis di Palermo, Palermo, Італія | Ґрунт      | Міхаелла Крайчек      | Аліче Канепа Джулія Габба                          | 6–0, 6–0                    |
| Перемога  | 21.  | 30 липня 2006     | Hungarian Ladies Open, Budapest, Угорщина                      | Ґрунт      | Міхаелла Крайчек      | Луціє Градецька Рената Ворачова                    | 4–6, 6–4, 6–4               |
| Перемога  | 22.  | 6 січня 2007      | ASB Classic, Auckland, Нова Зеландія                           | Тверде     | Паола Суарес          | Сє Шувей Шіха Уберой                               | 6–0, 6–2                    |
| Перемога  | 23.  | 30 вересня 2007   | BGL Luxembourg Open, Люксембург City, Люксембург               | Тверде (i) | Івета Бенешова        | Вікторія Азаренко Шахар Пеєр                       | 6–4, 6–2                    |
| Поразка   | 16.  | 18 травня 2008    | Мастерс Рим, Rome, Італія                                      | Ґрунт      | Івета Бенешова        | Чжуан Цзяжун Латіша Чжань                          | 7–6(7–5), 6–3               |
| Перемога  | 24.  | 13 липня 2008     | Hungarian Ladies Open, Budapest, Угорщина                      | Ґрунт      | Алізе Корне           | Ванесса Генке Ралука Олару                         | 6–7(5–7), 6–1, [10–6]       |
| Перемога  | 25.  | 5 травня 2012     | Hungarian Ladies Open, Budapest, Угорщина                      | Ґрунт      | Магдалена Рибарикова  | Ева Бірнерова Міхаелла Крайчек                     | 6–4, 6–2                    |
| Поразка   | 17.  | 3 березня 2013    | BMW Malaysian Open, Kuala Lumpur, Малайзія                     | Тверде     | Чжан Шуай             | Аояма Сюко Чжан Кайчжень                           | 7–6(7–4), 6–7(4–7), [12–14] |
| Поразка   | 18.  | 5 серпня 2013     | Southern California Open, Carlsbad, США                        | Тверде     | Чжань Хаоцін          | Ракель Копс-Джонс Абігейл Спірс                    | 4–6, 1–6                    |

## Фінали ITF
| Турніри $100,000 |
| Турніри $75,000  |
| Турніри $50,000  |
| Турніри $25,000  |
| Турніри $10,000  |

### Одиночний розряд finals: 11 (4–7)
| Результат | Ранг | Дата              | Турнір                    | Покриття | Опонент              | Рахунок            |
| --------- | ---- | ----------------- | ------------------------- | -------- | -------------------- | ------------------ |
| Поразка   | 1.   | 10 червня 1991    | Рим, Італія               | Ґрунт    | Барбара Романо       | 5–7, 6–2, 3–6      |
| Поразка   | 2.   | 20 квітня 1992    | Авейру, Португалія        | Тверде   | Хара Хіроко          | 6–2, 3–6, 1–6      |
| Перемога  | 3.   | 27 квітня 1992    | Лейрія, Португалія        | Тверде   | Cecile Dorey         | 6–1, 4–6, 7–5      |
| Поразка   | 4.   | 8 червня 1992     | Ніколозі, Італія          | Ґрунт    | Лаура Лапі           | 0–6, 3–6           |
| Поразка   | 5.   | 17 травня 1993    | Карлові Вари, Чехія       | Ґрунт    | Юдіт Візнер          | 3–6, 5–7           |
| Перемога  | 6.   | 14 серпня 1995    | Марибор, Словенія         | Ґрунт    | Сандра Допфер        | 7–6(7–5), 3–6, 6–4 |
| Поразка   | 7.   | 21 серпня 1995    | Сопот (Польща), Польща    | Ґрунт    | Катаріна Студенікова | 6–4, 3–6, 3–6      |
| Поразка   | 8.   | 25 вересня 1995   | Братислава, Словаччина    | Ґрунт    | Магдалена Гжибовська | 6–2, 4–6, 1–6      |
| Перемога  | 9.   | 8 листопада 1998  | Можі-дас-Крузіс, Бразилія | Ґрунт    | Паола Суарес         | 6–2, 2–6, 6–1      |
| Поразка   | 10.  | 23 листопада 1998 | Ліма, Перу                | Ґрунт    | Маріам Рамон Клімент | 1–6, 1–4 ret.      |
| Перемога  | 11.  | 06 червня 1999    | Будапешт, Угорщина        | Ґрунт    | Петра Мандула        | 6–4, 6–2           |

### Парний розряд :27 (16–11)
| Результат | Ранг | Дата              | Турнір                                        | Покриття   | Партнер             | Опоненти                                        | Рахунок                     |
| --------- | ---- | ----------------- | --------------------------------------------- | ---------- | ------------------- | ----------------------------------------------- | --------------------------- |
| Поразка   | 1.   | 25 лютого 1991    | Валенсія, Іспанія                             | Ґрунт      | Zdeňka Málková      | Роса Б'єльса Ханет Соуто                        | 2–6, 3–6                    |
| Перемога  | 2.   | 1 квітня 1991     | Шибеник (місто), Yugoslavia                   | Ґрунт      | Zdeňka Málková      | Олена Макарова Ірина Сухова                     | 6–1, 7–5                    |
| Перемога  | 3.   | 8 квітня 1991     | Белград, Yugoslavia                           | Ґрунт      | Zdeňka Málková      | Ivona Horvat Ева Мартінцова                     | 6–0, 7–6(13–11)             |
| Перемога  | 4.   | 13 травня 1991    | Мюнхен, Німеччина                             | Ґрунт      | Irina Zvereva       | Ivana Havrlíková Павліна Райзлова               | 7–5, 6–2                    |
| Перемога  | 5.   | 13 травня 1991    | Капуа, Італія                                 | Ґрунт      | Моніка Кратохвілова | María del Carmen García Eva Jiménez             | 6–1, 6–1                    |
| Перемога  | 6.   | 10 червня 1991    | Рим, Італія                                   | Ґрунт      | Моніка Кратохвілова | Габріелла Боск'єро Federica Ricadonna           | 6–4, 6–2                    |
| Поразка   | 7.   | 24 лютого 1992    | Кастельйон-де-ла-Плана, Іспанія               | Ґрунт      | Ivona Horvat        | Ева Мартінцова Павліна Райзлова                 | 5–7, 6–2, 1–6               |
| Поразка   | 8.   | 16 листопада 1992 | Маунт-Гамбір, Австралія                       | Ґрунт      | Ева Мартінцова      | Кетрін Берклей Луїс Стейсі                      | 6–7(7–9), 7–6(7–4) 6–7(3–7) |
| Перемога  | 9.   | 15 березня 1993   | Сан-Луїс-Потосі (штат), Мексика               | Тверде     | Сандра Качіч        | Мелані Бернард Керолайн Ділайл                  | 6–3, 3–6, 6–3               |
| Поразка   | 10.  | 22 березня 1993   | St. Simons, США                               | Ґрунт      | Джастін Годдер      | Мелані Бернард Керолайн Ділайл                  | 5–7, 6–3, 4–6               |
| Поразка   | 11.  | 5 липня 1993      | Ерланген, Німеччина                           | Ґрунт      | Danielle Thomas     | Олена Макарова Євгенія Манюкова                 | 1–6, 4–6                    |
| Поразка   | 12.  | 12 липня 1993     | Вінніпег, Канада                              | Тверде     | Наґано Хіромі       | Мелані Бернард Керолайн Ділайл                  | W/O                         |
| Перемога  | 13.  | 13 червня 1994    | Сопот (Польща), Польща                        | Ґрунт      | Радка Зрубакова     | Patrícia Marková Катаріна Студенікова           | 6–2, 7–5                    |
| Перемога  | 14.  | 27 червня 1994    | Пловдив, Болгарія                             | Ґрунт      | Нанне Дальман       | Катержина Крупова-Шишкова Ленка Немечкова       | 6–4, 6–4                    |
| Поразка   | 15.  | 10 липня 1994     | Ерланген, Німеччина                           | Ґрунт      | Тіна Кріжан         | Марія Ліндстрем Марія Страндлунд                | 2–6, 2–6                    |
| Перемога  | 16.  | 28 вересня 1997   | Бухарест, Румунія                             | Ґрунт      | Віраг Чурго         | Olga Glouschenko Тетяна Пучек                   | 6–0, 6–0                    |
| Поразка   | 17.  | 7 червня 1998     | Битом, Польща                                 | Ґрунт      | Людмила Черванова   | Роса Марія Андрес Родрігес Маріам Рамон Клімент | 3–6 3–6                     |
| Поразка   | 18.  | 4 жовтня 1998     | Каракас, Венесуела                            | Тверде     | Нанні де Вільєрс    | Марія Фернанда Ланда Седа Норландер             | 4–6, 7–5, 6–7               |
| Перемога  | 19.  | 15 березня 1999   | Реймс, Франція                                | Ґрунт (i)  | Ріта Куті-Кіш       | Хісела Рієра Антонелла Серра-Дзанетті           | 6–2, 6–3                    |
| Перемога  | 20.  | 15 березня 1999   | Дінан (Кот-д'Армор), Франція                  | Ґрунт (i)  | Ріта Куті-Кіш       | Маріам Рамон Клімент Роса Марія Андрес Родрігес | 6–4, 6–2                    |
| Перемога  | 21.  | 1 серпня 2011     | Трнава, Словаччина                            | Тверде     | Рената Ворачова     | Яна Чепелова Ленка Вєнерова                     | 7–6(7–2), 6–1               |
| Поразка   | 22.  | 10 вересня 2011   | Б'єлла, Італія                                | Ґрунт      | Рената Ворачова     | Лара Арруабаррена Катерина Лопес                | 3–6, 6–0, [3–10]            |
| Перемога  | 23.  | 23 вересня 2011   | Фоджа, Італія                                 | Ґрунт      | Рената Ворачова     | Летісія Костас Інес Феррер Суарес               | 6–1, 6–2                    |
| Перемога  | 24.  | 21 листопада 2011 | Гельсінкі, Фінляндія                          | Тверде (i) | Емма Лайне          | Тімеа Бабош Ірина Бурячок                       | 5–7, 7–5, [11–9]            |
| Поразка   | 25.  | 19 грудня 2011    | Анкара, Туреччина                             | Тверде     | Каталін Мароші      | Ніна Братчикова Дарія Юрак                      | 4–6, 2–6                    |
| Перемога  | 26.  | 5 березня 2012    | Ірапуато, Мексика                             | Тверде     | Каталін Мароші      | Марія Елена Камерін Марія Коритцева             | 6–2, 6–7(9–11), [10–7]      |
| Перемога  | 27.  | 12 березня 2012   | Нассау (Багамські Острови), Багамські Острови | Тверде     | Каталін Мароші      | Ева Бірнерова Енн Кеотавонг                     | 6–1, 3–6, [10–6]            |

## Досягнення в одиночних змаганнях
| Турніри Великого шолома                |     |     |     |     |     |     |     |     |     |     |     |     |     |       |
| Відкритий чемпіонат Австралії з тенісу | A   | 1р  | A   | 1р  | 1р  | 2р  | A   | LQ  | 2р  | 2р  | 2р  | LQ  | LQ  | 6–7   |
| Відкритий чемпіонат Франції з тенісу   | A   | A   | LQ  | 1р  | A   | 1р  | LQ  | LQ  | 3р  | 3р  | 1р  | LQ  | A   | 4–5   |
| Вімблдонський турнір                   | A   | 1р  | A   | 1р  | A   | A   | A   | LQ  | 1р  | 1р  | 1р  | A   | A   | 0–5   |
| Відкритий чемпіонат США з тенісу       | LQ  | 1р  | A   | 1р  | A   | LQ  | A   | LQ  | 2р  | 2р  | 1р  | LQ  | A   | 2–5   |
| Перемоги-Поразки                       | 0–0 | 0–3 | 0–0 | 0–4 | 0–1 | 1–2 | 0–0 | 0–0 | 4–4 | 6–4 | 1–4 | 0–0 | 0–0 | 12–22 |

## Досягнення в парному розряді
| Турнір                                 | 1993 | 1994 | 1995 | 1996 | 1997 | 1998 | 1999 | 2000 | 2001 | 2002 | 2003 | 2004 | 2005 | 2006 | 2007 | 2008 | 2009 | 2010 | 2011 | 2012 | 2013 | 2014 | 2015 | 2016 | П-П   |
| -------------------------------------- | ---- | ---- | ---- | ---- | ---- | ---- | ---- | ---- | ---- | ---- | ---- | ---- | ---- | ---- | ---- | ---- | ---- | ---- | ---- | ---- | ---- | ---- | ---- | ---- | ----- |
| Відкритий чемпіонат Австралії з тенісу | A    | 1р   | A    | A    | A    | 1р   | A    | 1р   | 2р   | 1р   | 2р   | ЧФ   | 2р   | A    | 1р   | ЧФ   | A    | A    | A    | A    | 1р   | 1р   | A    | 1р   | 9–13  |
| Відкритий чемпіонат Франції з тенісу   | A    | A    | 2р   | A    | A    | 1р   | 2р   | 2р   | 1р   | 2р   | ЧФ   | ЧФ   | 3р   | 3р   | ЧФ   | 1р   | 1р   | A    | A    | 2р   | 3р   | 2р   | 3р   | A    | 23–17 |
| Вімблдонський турнір                   | A    | A    | A    | A    | A    | 1р   | 1р   | 1р   | 3р   | 1р   | ЧФ   | 3р   | 3р   | 2р   | 3р   | 2р   | 1р   | A    | A    | 1р   | 1р   | 1р   | 1р   | A    | 13–16 |
| Відкритий чемпіонат США з тенісу       | 1р   | 2р   | A    | 1р   | A    | 1р   | A    | 3р   | 2р   | F    | ЧФ   | ЧФ   | 1р   | 3р   | 2р   | 3р   | 1р   | A    | A    | 2р   | 1р   | 2р   | 1р   | A    | 22–18 |
| Перемоги-Поразки                       | 0–1  | 1–2  | 1–1  | 0–1  | 0–0  | 0–4  | 1–2  | 3–4  | 4–4  | 6–4  | 10–4 | 11–4 | 5–4  | 5–3  | 6–4  | 6–4  | 0–3  | 0–0  | 0–0  | 2–3  | 2–4  | 2–4  | 2–3  | 0–1  | 67–64 |